# Jacaré - Hot Line
Jacaré - Hot Line è un romanzo del 2002 di Luis Sepúlveda.

## Trama
In Jacaré ecco il Luis Sepulveda ambientalista, pronto nel suo racconto a denunciare la tratta delle pelli dei Jacaré, caimani in via di estinzione. Una morte improvvisa del proprietario delle pelletterie Bruni porta il commissario Arpaia a Milano alla ricerca di un misterioso assassino che potrebbe essere qualcuno del suo ambiente, il socio, la bella figlia...o semplicemente qualcuno venuto da lontano per vendicare uno scempio.
In Hot line un noir, genere amato dall'autore, l'ispettore di provincia Caucamàn, un mapuche punito col trasferimento a Santiago, indaga su un apparententemente banale reato sessuale. Ma come sempre affiora il ricordo della dittatura e oppressione politica. (Ugo Guanda Editore 1998)